# Juryj Andrejeu
Juryj Iwanawicz Andrejeu (biał. Юрый Іванавіч Андрэеў, ros. Юрий Иванович Андреев, Jurij Iwanowicz Andriejew; ur. 27 czerwca 1954 w Bogorodicku) – radziecki i białoruski wojskowy i polityk, w latach 2000–2008 deputowany do Izby Reprezentantów Zgromadzenia Narodowego Republiki Białorusi II i III kadencji; pułkownik.

## Życiorys
Urodził się 27 czerwca 1954 w Bogorodicku, w rejonie bogorodickim obwodu tulskiego Rosyjskiej FSRR, ZSRR. Ukończył Kołomieńską Wyższą Artyleryjską Szkołę Dowódczą, uzyskując wykształcenie oficera wojsk rakietowych i artylerii, inżyniera eksploatacji broni artyleryjskiej (według innego źródła – techniki autotraktorowej) oraz Wojskową Akademię Artyleryjską im. M. Kalinina, uzyskując wykształcenie oficera zarządzania działaniami bojowymi. Posiada stopień pułkownika. Służył w szeregach Armii Radzieckiej jako dowódca plutonu szkoleniowego, baterii Kołomieńskiej Wyższej Artyleryjskiej Szkoły Dowódczej, dowódca dywizjonu samochodowo-artyleryjskiego pułku artyleryjskiego 76. dywizji powietrznodesantowej, zastępca dowódcy pułku artyleryjskiego 103 dywizji powietrznodesantowej w Afganistanie, dowódca pułku artyleryjskiego, dowódca jednostki artylerii 105 dywizji powietrznodesantowej. Od 1992 roku służył w szeregach wojsk pogranicznych Republiki Białorusi jako dowódca jednostki przygotowania wojsk głównego zarządu wojsk pogranicznych, dowódca jednostki przygotowania i wychowania składu osobowego Brzeskiego Oddziału Pogranicznego, dowódca Pińskiego Oddziału Pogranicznego.
21 listopada 2000 roku został deputowanym do Izby Reprezentantów Zgromadzenia Narodowego Republiki Białorusi II kadencji z Pińskiego Miejskiego Okręgu Wyborczego Nr 14. Pełnił w niej funkcję członka Stałej Komisji ds. Bezpieczeństwa Narodowego. Wchodził w skład zjednoczenia deputackiego „Za Związek Ukrainy, Białorusi i Rosji” oraz grup deputackich: „Jedność” i „Deputowany Ludowy”. 16 listopada 2004 roku został deputowanym do Izby Reprezentantów III kadencji z tego samego okręgu wyborczego. Pełnił w niej funkcję zastępcy przewodniczącego tej samej komisji. Jego kadencja w Izbie Reprezentantów zakończyła się 27 października 2008 roku.

## Odznaczenia
- Podziękowanie Prezydenta Republiki Białorusi;
- Order „Za służbę Ojczyźnie” III klasy;
- Order Czerwonej Gwiazdy (ZSRR);
- Medal „Za zasługi bojowe” (ZSRR);
- 25 medali jubileuszowych;
- Gramota Pochwalna Zgromadzenia Narodowego Republiki Białorusi;
- Gramota Pochwalna Zgromadzenia Międzyparlamentarnego Euroazjatyckiej Wspólnoty Gospodarczej;
- Gramota Pochwalna Zgromadzenia Parlamentarnego Związku Białorusi i Rosji[2].

## Życie prywatne
Juryj Andrejeu jest żonaty, ma dwie córki i syna.